# Patrick Marins Vieira
Patrick Marins Vieira (Rio de Janeiro, 11 gennaio 1992) è un calciatore brasiliano, centrocampista della Portuguesa-RJ.

## Caratteristiche tecniche
È un trequartista.

## Carriera

### Club
Cresciuto nelle giovanili del Palmeiras, ha esordito l'8 luglio 2012 in un match perso 1-0 contro il Ponte Preta.

## Statistiche

### Presenze e reti nei club
Statistiche aggiornate al 24 dicembre 2017.
| Stagione        | Squadra         | Campionato      | Campionato | Campionato | Coppe nazionali | Coppe nazionali | Coppe nazionali | Coppe continentali | Coppe continentali | Coppe continentali | Altre coppe | Altre coppe | Altre coppe | Totale | Totale | Totale |
| Stagione        | Squadra         | Comp            | Pres       | Reti       | Comp            | Pres            | Reti            | Comp               | Pres               | Reti               | Comp        | Pres        | Reti        | Pres   | Reti   |        |
| --------------- | --------------- | --------------- | ---------- | ---------- | --------------- | --------------- | --------------- | ------------------ | ------------------ | ------------------ | ----------- | ----------- | ----------- | ------ | ------ | ------ |
| 2012            | Palmeiras       | A+PAU           | 1+8        | 0+2        | CB              | 0               | 0               | CS                 | 0                  | 0                  |             | -           | -           | 9      | 2      |        |
| 2013            | Palmeiras       | B+PAU           | 0+14       | 0+1        | CB              | 0               | 0               | CL                 | 4                  | 1                  |             | -           | -           | 18     | 2      |        |
| 2013            | Yokohama FC     | J2              | 8          | 1          | CJ+CI           | 0               | 0               |                    | -                  | -                  |             | -           | -           | 8      | 1      |        |
| 2014            | Palmeiras       | A+PAU           | 5+6        | 0+1        | CB              | 1               | 0               |                    | -                  | -                  |             | -           | -           | 12     | 1      |        |
| 2015            | Náutico         | B+PER           | 10+7       | 3+0        | CB              | 2               | 1               |                    | -                  | -                  | CDN         | 3           | 3           | 22     | 7      |        |
| 2016            | Palmeiras       | A+PAU           | 0          | 0          | CB              | 0               | 0               |                    | -                  | -                  |             | -           | -           | 0      | 0      |        |
| 2017            | Londrina        | B+PAR           | 8+0        | 0          | CB              | 0               | 0               |                    | -                  | -                  | PL          | 2           | 0           | 10     | 0      |        |
| Totale carriera | Totale carriera | Totale carriera | 67         | 8          |                 | 3               | 1               |                    | 4                  | 1                  |             | 5           | 3           | 79     | 13     |        |

## Palmarès
- Coppa del Brasile: 1

Palmeiras: 2012
- Primeira Liga: 1

Londrina: 2017